# Fort Johnson South
Fort Johnson South – jednostka osadnicza w Stanach Zjednoczonych, w stanie Luizjana, w parafii Vernon.